# Кейн, Холл
Сэр Томас Генри Холл Кейн (англ. Thomas Henry Hall Caine; 1853—1931) — английский романист и драматург, популярный в своё время, но впоследствии забытый.

## Биография
Холл Кейн родился в Ранкорне, Чешир, Англия, в семье кузнеца. Был школьным учителем, затем стал журналистом.

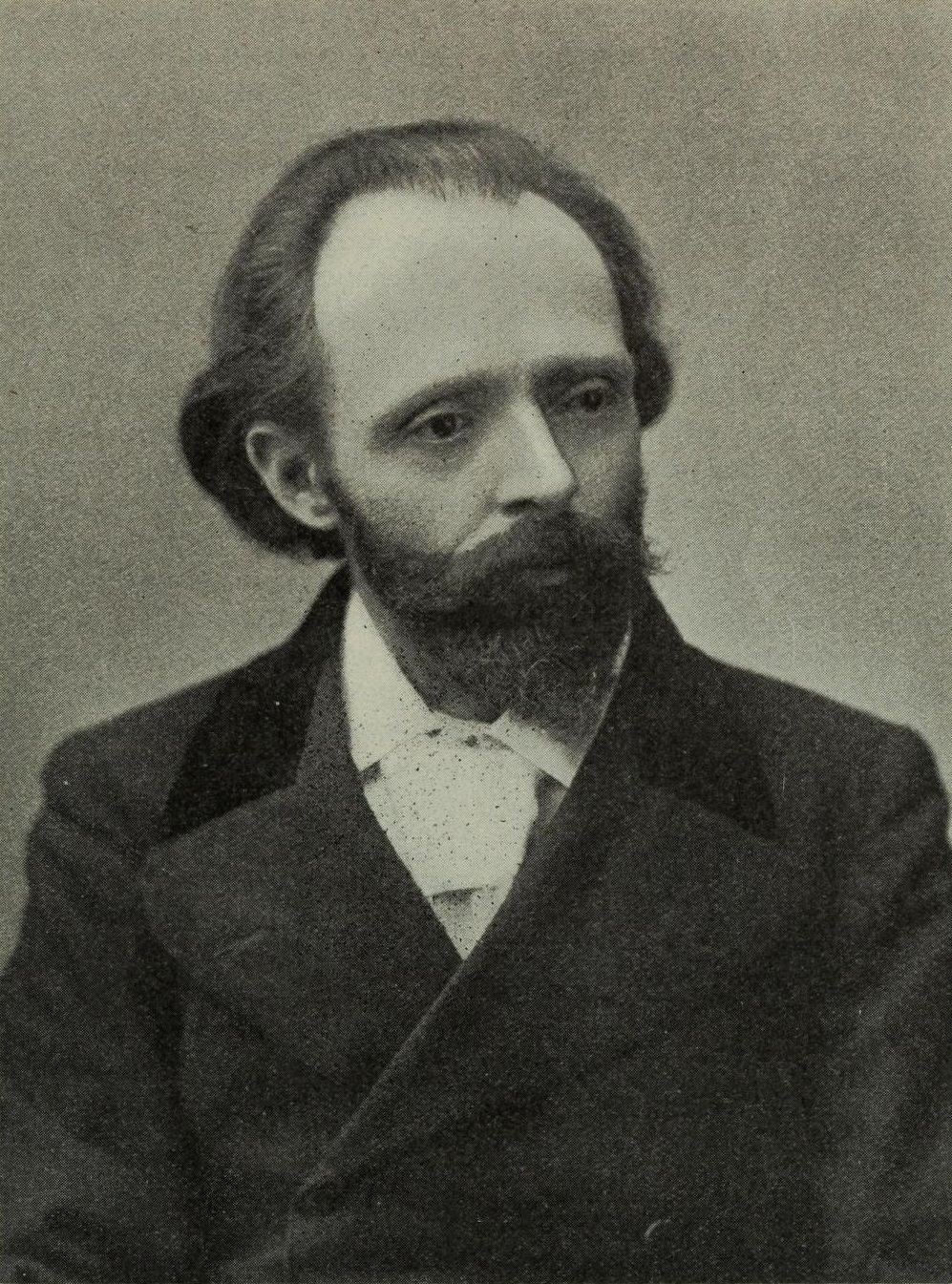
Холл Кейн (1905 год)

Кейн любил культуру острова Мэн, откуда родом был его отец, и где он сам купил большой дом Greeba Castle. Много путешествовал по миру.
Кейн восхищался поэзией Данте Габриела Россетти, был его секретарём. Написал несколько эссе, но особого успеха они не имели.
Опубликовал «Воспоминания» о Д. Г. Россетти. Его первый роман, «The Shadow at a Crime» («Тень близ места преступления»), вышел в 1885 году. Его другие романы: «A son of Hagar» («Сын Агари»), «The Deemster» («Мэнский судья»), «The Bondman», «The Scapegoat» («Козёл отпущения»), «The Manxman» («Человек с острова Мэн»), переделанный два раза для сцены, «The Christian» («Христианин»), «The Eternal City» («Вечный город», экранизировано, одноименный немой фильм 1923 года), «The Prodigal Son» («Блудный сын»).
Отличительная черта романов Кейна — мелодраматический оттенок, при явном стремлении автора придать им широко-эпический или философско-социальный характер. Несмотря на свои недостатки, романы Кейна всё-таки пользовались большим успехом у широкой публики, которая ценила цветистое красноречие и несомненно богатые фабулы этих произведений. В своё время Лев Толстой ставил «Голькена» (пусть и в негативном ключе) в один ряд с Киплингом и Хаггардом.
Холл Кейн умер 31 августа 1931 года на острове Мэн.